# 大鰐町
大鰐町（日语：／ Ōwani machi */?）是位於日本青森縣南邊的町，隸屬於南津輕郡。轄區地處被山岳包圍的盆地内，平川流經城鎮中心並往北流，當地人口則多集中大鰐站周圍。大鰐町擁有溫泉等豐富的自然資源，境內擁有競技滑雪場地阿闍羅山，是培養出很多奧運選手的滑雪之町。位於阿闍羅山上的大鰐溫泉經常舉辦縣級和全國級的滑雪比賽。當地人口在通勤與就學方面則多依賴青森市與平川市。

## 地理
大鰐町境內約75.4%的面積被山林與原野富覆蓋，全區坐落在被山岳包圍的盆地内。南部為奧羽山脈的北端山岳，並坐落著境內最高峰 - 海拔945公尺的西股山，以及毛無山、阿闍羅山與甚吉森等海拔800至900公尺的分水嶺，其高度向北部的津輕平原逐漸降低。屬於平川水系的三目内川與虹貝川則在町内平行流淌，並在北部的低地與平川匯流。

### 氣候
大鰐町在內的津輕地方屬於日本海側氣候。根據統計，2010年至2019年當地的年均溫為9.1℃，年均降雨量為1381毫米，每年平均的最深積雪量則為100.4公分。冬季的降雪期為11月下旬至3月中旬。大鰐町冬天受到強烈的西北季風吹拂，降雪量大且降雪日子較多，但由於對馬暖流流經西部的日本海沿岸，使當地跟東部的太平洋沿岸地區相比較為溫暖。夏季整體乾燥炎熱，並且較不會受到挾帶涼冷空氣的東風影響。

## 歷史
鎌倉時代，津輕地方分為黑郡、江流末郡、奥法郡、田舍郡、平賀郡、鼻和郡六郡與外濱地區，其中大鰐屬於平賀郡。江戶時代，津輕地方則分為平賀、鼻和與田舍三庄，而大鰐地區隸屬於平賀庄。1889年（明治22年）4月1日 ，宿川原村、三目內村、居土村、早瀨野村、島田村、虹貝村與大鰐村合併為大鰐村。1923年大鰐村改稱為大鰐町。1954年（昭和29年）7月1日，舊大鰐町與藏館町合併。1957年 (昭和32年) ，八幡館、森山、鯖石聚落與舊大鰐町合併，形成現今的大鰐町。

## 行政
- 町長：山田年伸（首任）任期：2014年（平成22年）7月21日

## 交通

### 鐵道路線
- 東日本旅客鐵道
  - 奧羽本線：長峰車站 - 大鰐溫泉車站
- 弘南鐵道
  - 大鰐線：大鰐車站 - 宿川原車站 - 鯖石車站

### 巴士路線

#### 路線巴士
- 弘南巴士
  - 原設有大鰐車庫，但於2009年4月停止運作，現時為無人巴士站。

#### 高速巴士
- 牧歌號（ヨーデル號） - 東北大鰐

### 道路
- 高速道路
  - 東北自動車道大鰐弘前IC
- 一般國道
  - 國道7號
- 主要地方道
  - 青森縣道13號大鰐浪岡線
- 一般縣道
  - 青森縣道198號大鰐停車場線
  - 青森縣道201號藏館大鰐線
  - 青森縣道202號碇關大鰐停車場線

## 觀光
- 大鰐溫泉
- 大鰐溫泉滑雪場
- 茶臼山公園（縣立自然公園）
- 石之塔
- 大圓寺（藏館字村岡） - 木造阿彌陀如來坐像（鎌倉時代前半），為日本重要文化財產  （页面存档备份，存于）

## 教育

### 高校
- 青森縣立弘前南高校大鰐校舍

### 中學
- 大鰐町立大鰐中學

### 小學
- 大鰐町立大鰐小學

大鰐第二小學和藏館小學和長峰小學关闭.
合并后.四所小学减为一所.

## 姐妹城市、友好都市

### 海外
- 美國密歇根州諾威 - 於1991年（平成3年）12月20日締結友好都市，在教育、文化作出交流[10]。

## 本地出身之名人
- 2代目若乃花幹士（相撲第56代橫綱，在位期間1978年（昭和53年）7月～1983年（昭和58年）1月）
- 福田修子（在2006年都靈冬季奧運會中，初次入圍女子越野滑雪）
- 一之谷崇帥（相撲力士，十両）
- 增田手古奈（俳句詩人）
- 横山結衣（AKB48 Team 8）